# 林哲民 (視覺特效導演)
林哲民 （英語：Johnny Lin），2003年創辦大腕影像股份有限公司，視覺特效導演、動畫導演、電影出品人、科幻文創協會創辦人。
從事電影、動漫、遊戲領域20多年，擁有中港台、日本、歐美、新加坡等多地的電影項目經驗，專業視覺特效總監及視覺特效導演，參與過將近90部電影特效指導拍攝經驗。

## 簡歷
林哲民先生於2003年創辦大腕影像，專門從事電影影像視覺特效製作。
2007年擔任電影《穿牆人》視覺特效總監，該片獲得第44屆金馬獎最佳視覺效果獎提名。
2008年擔任電影《海角七號》、《不一樣的月光》、《有一天》視覺特效總監，其中《海角七號》一片獲得第45屆電影金馬獎提名9項入圍獎項，並斬獲最佳男配角、最佳原創音樂等6項獎項，為這次第45屆金馬獎當中最多項的得獎者。
2009年擔任《艋舺》視覺特效總監，該片獲得第47屆電影金馬獎多項提名獲獎；也獲得柏林、東京、香港等多國獎項。
2010年擔任《戀愛通告》視覺特效總監。2011年參與制作了電影《賽德克·巴萊》。同年擔任《翻滾吧！阿信》視覺特效總監，該片獲得第48屆電影金馬獎多項提名。
2012年參與制作《痞子英雄之全面開戰》、《逆光飛翔》等多部電影，擔任視覺特效總監。《痞子英雄之全面開戰》獲得49屆電影金馬獎多項提名；《逆光飛翔》獲得第49屆電影金馬獎 、第33屆香港電影金像獎 、第7屆香港亞洲電影大獎 、第25屆東京國際電影節、第17屆釜山國際電影節、第4屆北京國際電影節數項提名。
2013年擔任《一代宗師》視覺特效總監，該片獲得第86屆奧斯卡金像獎、第33屆香港電影金像獎、第50屆電影金馬獎、第22屆金雞百花電影節暨第29屆中國電影金雞獎、第4屆北京國際電影節天壇獎等多個電影節的多項提名。同年擔任《狄仁傑之神都龍王》視覺特效總監。該片獲得第33屆香港電影金像獎、第51屆電影金馬獎、第30屆中國電影金雞獎、第8屆亞洲電影大獎、第14屆華語電影傳媒大獎多項提名。
2014年擔任《痞子英雄之黎明升起》視覺特效總監。2015年擔任《智取威虎山3D》視覺特效總監，該片獲得第35屆香港電影金像獎、第16屆中國電影華表獎、第30屆中國電影金雞獎等眾多電影節多項提名。
2017年以《擺渡人》一片，榮獲第54屆金馬獎最佳視覺效果獎、第2屆美國金色銀幕獎最佳視覺特效獎。
2020年擔任 《第一爐香 》視覺特效導演。由許鞍華導演執導，改編自張愛玲1943年的成名作《沉香屑·第一爐香》。馬思純、彭于晏、張鈞甯、張佳寧主演。
2023年擔任《默殺 》視覺特效導演，電影出品人之一。由柯汶利導演執導。黃健瑋、庹宗康、尹馨主演。金獎導演-柯汶利 首部劇情長片，《第27屆釜山影展 新浪潮競賽入圍》、《2023台北電影獎 – 國際新導演競賽入選》、《2023台北電影獎 – 入圍 最佳女配角、最佳視覺效果、最佳造型設計、最佳聲音設計》，2023上海電影節 展映大獲好評!
2023年擔任《速命道 》視覺特效導演，電影出品人之一。由柯有謙導演執導。瘦子、陳嘉樺、柯有倫主演，劉德華 、林嘉欣、曾志偉、藍心湄、林美秀 (演員)特別演出。電影預告創下300萬觀看紀錄。
2024年擔任《小子 》視覺特效導演，電影出品人之一。由王毓琦執導、朱延平監製。陳昊森、李霈瑜、吳宗修、釋小願、賈靜雯、林美秀、譚艾珍、黃仲昆、郭子乾 主演。

## 主要作品

### 電影
| 上映时间 | 電影名稱             | 導演                   | 主演 | 擔任職務             |
| -------- | -------------------- | ---------------------- | --- | -------------------- |
| 2024     | 小子                 | 王毓琦執導、朱延平監製 | 陳昊森、李霈瑜、吳宗修、釋小願、賈靜雯、林美秀、譚艾珍、黃仲昆、郭子乾 。                                       | 出品人、視覺特效導演 |
| 2023     | 速命道               | 柯有謙                 | 瘦子陳昱榕、Ella陳嘉樺、柯有倫、丁寧、林睦淵、江治緯、林真亦、林志謙 。特別演出：劉德華、林嘉欣、藍心湄、林美秀 | 出品人、視覺特效導演 |
| 2023     | 默殺                 | 柯汶利                 | 黃健瑋、庹宗華、尹馨、張世                                                                                      | 出品人、視覺特效總監 |
| 2020     | 第一爐香             | 許鞍華                 | 彭于晏、馬思純、張鈞甯、張佳寧                                                                                  | 視覺特效總監         |
| 2020     | 死因無可疑           | 袁劍偉                 | 黃秋生、林嘉欣、陳家樂、湯怡、廖啟智                                                                            | 視覺特效總監         |
| 2019     | 跳舞吧！大象         | 林育賢                 | 艾倫、金春花、彭楊、宋楠惜、靜芳                                                                                | 視覺特效導演         |
| 2018     | 低压槽：欲望之城     | 張家輝                 | 張家輝、徐靜蕾、何炅、余男                                                                                      | 視覺特效總監         |
| 2016     | 擺渡人               | 王家衛                 | 梁朝偉、金城武、 楊穎、 陳奕迅、張榕容                                                                          | 視覺特效總監         |
| 2016     | 微微一笑很傾城       | 趙天宇                 | 楊穎、井柏然、白宇、譚松韻、吳倩、程伊                                                                          | 視覺特效總監         |
| 2016     | 正宗哥吉拉           | 庵野秀明、樋口真嗣     | 長穀川博己、竹野內豐、石原裡美、高良健                                                                          | 視覺動態預覽導演     |
| 2015     | 青田街一號           | 李中                   | 張孝全、隋棠、萬茜、楊雁雁、張少懷                                                                              | 視覺特效總監         |
| 2015     | 智取威虎山3D         | 徐克                   | 梁家輝、林更新、佟麗婭、張涵予、余男、韓庚                                                                      | 視覺特效總監         |
| 2014     | 痞子英雄之黎明升起   | 蔡岳勳                 | 林又廷、林更新、黃渤、張鈞寧、修傑楷、鄒承恩                                                                    | 視覺特效總監         |
| 2014     | 神筆馬良             | 鐘智行                 | | 動畫導演             |
| 2013     | 一代宗師             | 王家衛                 | 梁朝偉、章子怡、張震、趙本山                                                                                    | 視覺特效總監         |
| 2013     | 狄仁傑之神都龍王     | 徐克                   | 趙又廷、馮紹峰、楊穎、林更新、劉嘉玲                                                                            | 視覺特效總監         |
| 2013     | 五月天諾亞方舟       | 劉名峰、五月天         | 五月天、言承旭、林依晨、林暉閔                                                                                  | 視覺特效總監         |
| 2013     | 南方牧場小羊         | 侯季然                 | 柯震東、簡嫚書、郭書瑤、陸廷威、謝欣穎                                                                          | 視覺特效總監         |
| 2013     | 新兵正傳III：蛙人傳  | 梁智強                 | 陳偉恩、王偉良、張智楊、林俊良、黃愷傑                                                                          | 視覺特效總監         |
| 2013     | 新兵正傳             | 梁智強                 | 陳偉恩 | 視覺特效總監         |
| 2012     | 痞子英雄首部曲       | 蔡岳勳                 | 趙又廷、黃渤 | 視覺特效總監         |
| 2012     | 逆光飛翔             | 張榮吉                 | 張榕容、黃裕翔、李烈、許芳宜                                                                                    | 視覺特效總監         |
| 2012     | 乒乓玩到家           | 虞琳敏                 | 吉米•特、范薑弘青、卡裡•佩頓                                                                                    | 視覺特效總監         |
| 2012     | Battle of the Damned | Christopher Hatton     | Dolph Lundgren                                                                                                  | 視覺特效團隊         |
| 2011     | 五月天追夢3DNA       | 孔玟燕、張榮吉         | 五月天、劉若英、任賢齊                                                                                          | 視覺特效總監         |
| 2011     | 翻滾吧!阿信          | 林育賢                 | 彭于晏、林辰唏、陳漢典                                                                                          | 視覺特效總監         |
| 2011     | 賽德克巴萊           | 魏德聖                 | 林慶台、馬志翔、溫嵐、田中千繪、馬如龍、羅美玲、游大慶                                                          | 視覺特效協力         |
| 2011     | 寶島雙雄             | 張訓瑋                 | 房祖名、夏雨、陳漢典、鄧家佳                                                                                    | 視覺特效總監         |
| 2011     | 愛的麵包魂           | 林君陽                 | 陳妍希、陳漢典、倪安東、廖峻                                                                                    | 視覺特效總監         |
| 2010     | 戀愛通告             | 王力宏                 | 王力宏、劉亦菲、陳漢典、陳沖、喬振宇、曾軼可                                                                    | 視覺特效總監         |
| 2009     | 艋舺                 | 鈕承澤                 | 阮經天、趙又廷、鳳小岳                                                                                          | 視覺特效總監         |
| 2009     | 基因決定我愛你       | 李芸嬋                 | 關穎、何潤東、余男                                                                                              | 視覺特效總監         |
| 2008     | 海角七號             | 魏德聖                 | 范逸臣、田中千繪、應蔚民、林宗仁、中孝介                                                                        | 視覺特效總監         |
| 2008     | 有一天               | 侯季然                 | 謝欣穎，張書豪，姚坤君                                                                                          | 視覺特效總監         |
| 2008     | 不一樣的月光         | 陳潔瑤                 | 方志友 | 視覺特效總監         |
| 2007     | 穿牆人               | 鴻鴻                   | 路嘉欣、李佳穎、張永政                                                                                          | 視覺特效總監         |

### 3D動畫作品
- 《周杰倫-驚嘆號音樂錄影帶》周杰倫 Jay Chou【驚嘆號 Exclamation Point】 （页面存档备份，存于）擔任動畫導演
- 《長榮航空– 機上安全演示動畫影片》擔任動畫導演

## 外部連結
- 林哲民於豆瓣電影 （页面存档备份，存于）